# 121 Герміона
121 Герміона (121 Hermione) — астероїд зовнішнього головного поясу, відкритий 12 травня 1872 року.
Тіссеранів параметр щодо Юпітера — 3,108.